# Oleksij Lukaševič
Oleksij Lukaševič (in ucraino Олексій Лукашевич?; 11 gennaio 1977) è un ex lunghista ucraino.

## Palmarès
| Anno | Manifestazione    | Sede             | Evento         | Risultato | Prestazione | Note                                     |
| ---- | ----------------- | ---------------- | -------------- | --------- | ----------- | ---------------------------------------- |
| 1996 | Mondiali juniores | Sydney           | Salto in lungo | Oro       | 7,91 m      |                                          |
| 1997 | Europei under 23  | Turku            | Salto in lungo | Bronzo    | 8,09 m      |                                          |
| 1997 | Mondiali          | Atene            | Salto in lungo | 16º (q)   | 7,90 m      |                                          |
| 1997 | Universiadi       | Catania          | Salto in lungo | 7º        | 7,79 m      |                                          |
| 1998 | Europei indoor    | Valencia         | Salto in lungo | Oro       | 8,06 m      |                                          |
| 1998 | Europei           | Budapest         | Salto in lungo | 18º (q)   | 7,72 m      |                                          |
| 1999 | Universiadi       | Palma di Maiorca | Salto in lungo | Oro       | 8,16 m      |                                          |
| 1999 | Mondiali          | Siviglia         | Salto in lungo | 22º (q)   | 7,77 m      |                                          |
| 2000 | Europei indoor    | Gand             | Salto in lungo | 4º        | 8,02 m      |                                          |
| 2000 | Giochi olimpici   | Sydney           | Salto in lungo | 4º        | 8,26 m      |                                          |
| 2001 | Mondiali          | Edmonton         | Salto in lungo | 6º        | 8,10 m      |                                          |
| 2002 | Europei indoor    | Vienna           | Salto in lungo | 4º        | 8,11 m      |                                          |
| 2002 | Europei           | Monaco           | Salto in lungo | Oro       | 8,08 m      |                                          |
| 2003 | Mondiali          | Parigi           | Salto in lungo | 17º (q)   | 7,85 m      |                                          |
| 2005 | Europei indoor    | Madrid           | Salto in lungo | 14º (q)   | 7,81 m      |                                          |
| 2006 | Europei           | Göteborg         | Salto in lungo | Bronzo    | 8,12 m      |                                          |
| 2007 | Europei indoor    | Birmingham       | Salto in lungo | 13º (q)   | 7,64 m      |                                          |
| 2007 | Mondiali          | Osaka            | Salto in lungo | 4º        | 8,25 m      | Miglior prestazione personale stagionale |
| 2009 | Mondiali          | Berlino          | Salto in lungo | 24º (q)   | 7,87 m      |                                          |